# بلاك بيري بريف
بلاك بيري بريف (بالإنجليزية: black berry priv)‏ هاتف ذكي بشاشة قابلة للانزلاق تم تطويره بواسطة بلاك بيري ليميتيد. بعد سلسلة من التسريبات، تم الإعلان عنه بشكل رسمي من قبل الرئيس التنفيذي لشركة بلاك بيري، جون تشين، في 25 سبتمبر 2015، مع فتح طلبات الحجز المسبق في 23 أكتوبر 2015، وصدوره في 6 نوفمبر 2015.
يعتبر بريف أول هاتف ذكي تحمل علامة بلاك بيري ولا يعمل بنظام بلاك بيري OS المملوك للشركة أو منصة بلاك بيري 10 (BB10). بدلاً من ذلك، يستخدم نظام اندرويد معدل بميزات مستوحاة من هواتف بلاك بيري وتحسينات أمان. من خلال استخدامه لنظام اندرويد - واحدة من المنصتين الذكيتين التي أثرت بشكل كبير على الهيمنة المبكرة لـ بلاك بيري في صناعة الهواتف الذكية - سعت الشركة للاستفادة من الوصول إلى النظام الأكبر للبرامج المتاحة عبر متجر (Google Play) (بدلاً من أجهزة بلاك بيري 10 المقتصرة على تطبيقات (BB10) الأصلية من بلاك بيري World وتطبيقات اندرويد من متجر (Amazon Appstore) من طرف ثالث تعمل في نظام التوافق)، بالاشتراك مع لوحة مفاتيح فيزيائية قابلة للانزلاق وميزات تركيزها على الخصوصية.
تلقى بلاكبيري بريف تقييمات مختلطة. أشاد النقاد بتجربة المستخدم في بريف لدمج ميزات بلاك بيري التقليدية الموجهة للإنتاجية مع تجربة اندرويد القياسية، بما في ذلك تغذية الإشعارات وعمل البريد الإلكتروني المخصص. اعتبر بعض النقاد أن لوحة المفاتيح الفيزيائية للجهاز لم تعمل بشكل جيد مثل تلك الموجودة في الأجهزة السابقة من بلاك بيري، وأن أداء بريف لم يكن متوافقًا مع الأجهزة الأخرى.

## التطوير
بينما كانت شركة بلاك بيري تهيمن على سوق الهواتف الذكية في بداية ظهورها، جزئياً بسبب حصة كبيرة في سوق المؤسسات والأسواق الحكومية، واجهت الشركة صعوبات في السنوات الأخيرة بسبب الهيمنة الإحصائية العالمية للهواتف الذكية العديدة المبنية على نظام اندرويد وشركة Apple Inc. وهواتف iPhone، وأكبر منتج للأجهزة المستندة إلى اندرويد هي شركة (Samsung Electronics). بحلول يونيو 2015، انخفضت حصة السوق للشركة في سوق المستهلكين في الولايات المتحدة إلى 1.2٪. ومع مواجهة نظام البرامج الأصلية وبرامج الطرف الثالث المتاحة على نظام بلاك بيري 10 لصعوبات، قامت بلاك بيري بإضافة طبقة توافق لبرامج اندرويد إلى النظام، وسمحت للمطورين بإعادة تجميع تطبيقات اندرويد الخاصة بهم لتوزيعها على بلاك بيري World. وفي الإصدارات اللاحقة، تمت إضافة القدرة على تثبيت حزم تطبيقات اندرويد يدويًا. بدءًا من بلاك بيري (Passport)، تم تجميع متجر (Amazon Appstore) مع بلاك بيري 10 لتوفير مصدر إضافي لبرامج اندرويد الطرف الثالث. أمل الرئيس التنفيذي لشركة بلاك بيري، جون إس. تشين، أن يعزز هاتف امازون الخاص به، (Fire Phone)، اعتماد متجر امازون ويجذب المزيد من المطورين الكبار إليه، وبدوره، يجذب نظام بلاك بيري. ومع ذلك، فشلت Fire Phone تجاريًا، مما أدى إلى قرار بلاك بيري بتطوير هاتف اندرويد خاص به.
في أوائل عام 2014، اقترح رون لوكس، رئيس أجهزة بلاك بيري، بناء جهاز اندرويد. وعبر المسؤولون في الشركة، بما في ذلك تشن، عن مخاوفهم من المشروع، حيث اعتبروا أن المنصة ليست آمنة بما فيه الكفاية. ومع ذلك، حصل لوكس على دعم للمشروع بعد شرح خطط للأمان المبني على الأجهزة. في معرض (Mobile world) Congress 2015، قدم رون لوكس رئيس أجهزة بلاك بيري نموذجًا غير متحرك لهاتف بلاك بيري 10 جديد يتميز بلوحة مفاتيح قابلة للانزلاق وشاشة منحنية على جانبيها، على غرار هاتف (Samsung Galaxy S6 Edge) الذي تم الكشف عنه خلال نفس المؤتمر. في يوليو 2015، تسربت صور جديدة للجهاز المنحني تحت اسم الكود "فينيس"؛ وعلى عكس النسخة المقدمة في (MWC)، تم تشغيله الآن بنظام اندرويد 5.0 "لولي بوب" بدلاً من بلاك بيري 10. تسربت معلومات حول برامج الجهاز في أغسطس 2015، تظهر تجربة اندرويد "الأصلية" مع ميزات وتطبيقات مأخوذة من (BB10)، مثل بلاك بيري Hub.
استجابةً للتسريبات، أكد تشن رسميًا خلال مكالمة أرباح في سبتمبر 2015 أن بلاك بيري ستطلق جهازًا قائمًا على نظام اندرويد فائق الجودة، يُعرف الآن باسم بريف (يعني كلمة "امتياز" وكلمة "خصوصية")، في نهاية عام 2015. ورأى تشن أن قرار إنتاج هاتف اندرويد هو لمساعدة قسم أجهزة بلاك بيري على الاستمرار، قائلاً "لدينا بعض المعجبين المخلصين حقًا. أحترم أن هناك الكثير من التراث هنا، والكثير من الفخر. إنه جيد للشركة أن تحاول بناء هواتف". كما اعتبر أن القرار هو للاستفادة من ما يمكن أن تقدمه الصناعة، مع الاستمرار في استغلال "القوة الأساسية" لشركة بلاك بيري.
قامت بلاك بيري بالترويج لتحسينات الأمان المتمثلة في نسخة اندرويد المضمنة في بريف، والتي تشمل استخدام ميزات رقاقة النظام الأساسية لتضمين مفاتيح التشفير غير القابلة للتغيير في أجهزة الأجهزة والتي يتم استخدامها للتحقق من صحة مكونات التمهيد الحرجة، مما ينشئ "جذر ثقة" مصمم لإفشال محاولات التلاعب بنظام التشغيل.

## المواصفات
الجهاز بريف يتميز بشاشة امو ليد قياس 5.43 بوصة (138 مم) ودقة 1440 بيكسل، وتكون معقوفة قليلاً على الجوانب الأفقية للجهاز. الجزء الخلفي من الجهاز مغطى بمادة "نسيج زجاجي". يمكن تحريك الشاشة لأعلى لكشف لوحة مفاتيح فعلية؛ على غرار بلاك بيري (Passport)، تكون لوحة المفاتيح حساسة للمس ويمكنها تسجيل حركات التمرير وتحديد النص واقتراحات الإكمال التلقائي.[26] الحافة على اليسار تعمل كزر تشغيل، بينما تعمل الحواف الاثنتين على اليمين كأزرار رفع/خفض الصوت على حدة. على عكس (Passport)، يمكن استخدام المفتاح الأقصر والأقل عمقًا فقط كزر كتم الصوت (في Passport، يمكن استدعاء المساعد عن طريق هذا المفتاح). يستخدم بريف معالج (Snapdragon 808) ثماني النواة مع ذاكرة وصول عشوائي سعتها 3 جيجابايت، مكونة من أربعة نوى (Cortex-A53) ذات استهلاك منخفض للطاقة ونواةان Cortex-A57، ويشتمل على بطارية بسعة 3420 مللي أمبير غير قابلة للإزالة يزعم بلاك بيري أنها يمكن أن تدوم لمدة 22 ساعة ونصف من "الاستخدام المختلط".[3] يتضمن بريف 32 جيجابايت من سعة التخزين الداخلية، مع إمكانية توسيع سعة التخزين المتاحة باستخدام بطاقة (microSD) بحجم يصل إلى 2 تيرابايت. يحتوي الجهاز على كاميرا خلفية بدقة 18 ميجابكسل مع تركيز تلقائي بالكشف عن المرحلة وتثبيت الصورة البصري، وكاميرا أمامية بدقة 2 ميجابكسل.

## البرمجيات
تم شحن بريف مع نظام التشغيل اندرويد 5.1.1 "لولي بوب" شهراً بعد إطلاق اندرويد 6.0 مارشميلو، باستخدام تجربة مستخدم "قياسية" مخصصة بمزايا إضافية وتطبيقات تم تطويرها من قِبل بلاك بيري. يجمع بلاك بيري Hub (الذي ينبع من بلاك بيري 10)بين الإشعارات والمحتوى من مصادر متعددة ويسمح بإدارة مفصلة للرسائل وإيقاف التنبيه بناءً على الوقت أو الموقع أو توافر الشبكة. يمكن الوصول أيضًا إلى Hub جنبًا إلى جنب مع خيارات البحث في بلاك بيري وبحث جوجل عند التمرير من أسفل الشاشة. يتيح ميزة "Productivity Edge" ظهور علامة تبويب على إحدى منحنيات العرض اليسرى أو اليمنى، يمكن سحبها لعرض شاشة الأجندة. يمكن أيضًا عرض شريط التقدم على حافة عند شحن الجهاز. يمكن توفير واجهة مستخدم لشاشة البداية لتطبيق عن طريق التمرير من خلال الاختصار الخاص به، مما يعرض واجهة المربع البارز كنافذة منبثقة. يسمح تطبيق (DTEK) للمستخدمين بعرض نظرة عامة على حالة الأمان والخصوصية للجهاز بناءً على أفضل الممارسات، ويوفر إشعارات عندما تحاول التطبيقات الوصول إلى معلومات حساسة أو الأذونات. يتكامل بريف أيضًا مع حزمة اندرويد for Work الموجودة بالفعل، مما يتيح تجزئة البيانات الشخصية والمرتبطة بالعمل على الجهاز (على غرار ميزات بلاك بيري Balance على (BB10)). في نهاية أبريل 2016، بدأت بلاك بيري في إصدار ترقية إلى اندرويد 6.0 "Marshmallow"؛ إلى جانب الميزات المضافة إلى منصة اندرويد الأساسية (والتي تشمل نظامًا جديدًا للأذونات وأنظمة لتقليل النشاط الخلفي عندما لا يتم التعامل مع الجهاز بشكل مادي لتوفير طاقة البطارية)، يضيف دعم S/MIME وSlack وSkype وPinterest إلى بلاك بيري Hub، وإدخال النص عن طريق الانزلاق على لوحة المفاتيح الفعلية، وتسجيل الفيديو بسرعة 24 إطارًا في الثانية وبسرعة 120 إطارًا في الثانية. لم يتم تحديث بريف إلى اندرويد 7.0 "نوجا". انتهت التحديثات الأمنية العادية في ديسمبر 2017، على الرغم من أنه سيتم إصدار تحديثات خارج الجدول في حالة وجود ثغرات حرجة.